# 新井道大
新井 道大（あらい どうた、2005年1月29日 - ）は、日本の柔道家。埼玉県富士見市出身。階級は100kg級。身長187cm。段位は三段。血液型はA型。組み手は左組み。得意技は大外刈。

## 経歴
柔道は7歳の時に祖父が開設した栄武館新井道場で始めた。埼玉栄中学3年の時に全国中学校柔道大会90kg級で5位にとどまったが、団体戦では優勝した。マルちゃん杯でも優勝した。
埼玉栄高校2年の時にはインターハイ100kg級で優勝すると、全日本ジュニアでも2位になった。3年の時には金鷲旗で優勝すると、インターハイでも2連覇を達成した。世界カデの90kg超級では3位に終わった。全日本ジュニアでは決勝で天理大学1年の平見陸を破って優勝した。グランプリ・アルマダでは決勝で世界ランキング1位であるジョージアのイリア・スラマニゼに敗れて2位に終わった。
2023年に東海大学へ進むと、優勝大会で2位だったが、全日本ジュニアでは昨年に続いて決勝で平見を破って2連覇を果たした。続く世界ジュニアでは決勝でウズベキスタンのルスタム・ショラフマトフを小外掛で破るなど、オール一本勝ちして優勝を飾った。団体戦でも優勝したが、準決勝のブラジル戦、決勝のフランス戦とも自分が出場する前にチームが勝利したために出番がなかった。講道館杯では準々決勝でパーク24の増山香補に反則負けするなどして7位に終わった。グランドスラム・東京では2回戦で中立選手として出場した世界チャンピオンであるロシアのアルマン・アダミアンを大外刈で破ると、その後の準々決勝ではオランダのミハエル・コレルを技ありで破るなど、強豪選手をことごとく破り決勝まで進んだが、中立選手であるロシアのマトベイ・カニコフスキーに開始早々の引込返で敗れて2位にとどまった。なお、2023年の最優秀若手選手に選出された。2024年にはパリオリンピック代表の座をかけてグランドスラム・パリに出場するも、3回戦でセルビアのアレクサンダル・クコルに腕挫十字固で敗れた。オリンピック代表争いを演じていた大学の先輩であるパーク24のウルフ・アロンが今大会で優勝したことにより、パリオリンピック代表には選ばれなかった。グランドスラム・タシケントでは2回戦でイスラエルのピーター・パルチックを技ありで破るも、準決勝で世界チャンピオンである地元ウズベキスタンのムザファルベク・トゥロボエフに合技で敗れた。その後の3位決定戦ではベルギーのトマ・ニキフォロフに内股で逆転勝ちして3位になった。
2年の時には体重別の決勝でパーク24の増山香補に反則負けを喫して2位だった。しかし、実績で世界選手権代表に選出された。5月の世界選手権では準々決勝でカナダのシャディ・エルナハスと対戦して技ありを先取するも合技で逆転負けを喫するが、その後の3位決定戦で元世界チャンピオンであるポルトガルのジョルジ・フォンセカを内股で破って3位になった。優勝大会では決勝で一本勝ちするなどチームの優勝に貢献した。体重別団体でも優勝した。グランドスラム・東京では準決勝でカニコフスキーに裏投で敗れて3位だった。グランドスラム・バクーでは決勝でブラジルのレオナルド・ゴンカルベスを開始10秒の小外刈で破って、IJFワールド柔道ツアー初優勝を飾った。
3年の時には体重別の決勝で京葉ガスの増地遼汰朗を内股で破って優勝した。なお、世界選手権代表に選ばれた。グランドスラム・アスタナでは決勝でスイスのダニエル・アイヒを合技で破るなどオール一本勝ちして優勝した。6月の世界選手権では決勝まで進むも、カニコフスキーに合技で敗れて2位だった。その直後の優勝大会では、準々決勝の桐蔭横浜大学戦で西村夢人と対戦して有効を先取しながらも、寝姿勢にある相手を叩きつけたとして反則負けを喫すると、結果としてチームも20年ぶりにベスト8で敗れることになった。
IJF世界ランキングは5430ポイント獲得で3位（25/6/30現在）。

## 戦績
- 2019年 - 全国中学校柔道大会 個人戦 5位（90kg級）団体戦 優勝
- 2019年 - マルちゃん杯 優勝
- 2021年 - インターハイ 優勝
- 2021年 - 全日本ジュニア 2位
- 2022年 - スペインジュニア国際 5位
- 2022年 - 金鷲旗 優勝
- 2022年 - インターハイ 優勝
- 2022年 - 世界カデ 3位（90kg超級）
- 2022年 - 全日本ジュニア 優勝
- 2023年 - グランプリ・アルマダ 2位
- 2023年 - 優勝大会 2位
- 2023年 - 全日本ジュニア 優勝
- 2023年 - 世界ジュニア 個人戦 優勝 団体戦 優勝
- 2023年 - 講道館杯 7位
- 2023年 - グランドスラム・東京 2位
- 2024年 -　グランドスラム・タシケント　3位
- 2024年 - 体重別　2位
- 2024年 - 世界選手権　3位
- 2024年 - 優勝大会　優勝
- 2024年 -　体重別団体　優勝
- 2024年 - グランドスラム・東京　3位
- 2025年 - グランドスラム・バクー　優勝
- 2025年 - 体重別　優勝
- 2025年 - グランドスラム・アスタナ　優勝
- 2025年 - 世界選手権　2位
- 2025年 - 優勝大会　5位

（出典）